# Орлово Поље
Орлово Поље је насељено мјесто у општини Пелагићево, Република Српска, БиХ. Према попису становништва из 2013. године, у насељу је живјело 315 становника.

## Историја
Орлово Поље се од 1961. до 1992. године налазило у саставу општине Градачац.

## Становништво
| Националност       | 2013. | 1991. | 1981. | 1971. | 1961. |
| Хрвати             |       | 594   | 638   | 601   | 519   |
| Срби               |       | 16    | 13    | 15    | 15    |
| Југословени        |       | 2     | 3     | 1     |       |
| остали и непознато |       | 4     |       | 7     | 1     |
| Укупно             | 315   | 616   | 654   | 624   | 535   |

| Демографија | Демографија | Демографија |
| Година      | Становника  | Становника  |
| ----------- | ----------- | ----------- |
| 1948.       | 556         |             |
| 1953.       | 509         |             |
| 1961.       | 535         |             |
| 1971.       | 624         |             |
| 1981.       | 654         |             |
| 1991.       | 616         |             |
| 2013.       | 315         |             |